# Celestino Galiani
Pour les articles homonymes, voir Galiani.
Celestino Galiani, né à San Giovanni Rotondo le 28 octobre 1681 et mort à Naples le 26 juillet 1753, est un archevêque catholique et érudit italien, connu pour avoir été le maître de Ferdinando Galiani.

## Biographie
Après des études initiales à Foggia, il entre à 15 ans dans l'ordre des Célestins dont il deviendra procureur général. Professeur d'histoire ecclésiastique au collège de la Sapience de Rome, il devient chapelain du roi de Naples, préfet des études royales, archevêque de Tarente (1731) et de Thessalonique (de) et joue le rôle de conciliateur entre le pape Benoit XIII et l'empereur Charles VI ainsi qu'entre le roi de Naples et Clément XII (1736).